# Myrmecozela lutosella
Myrmecozela lutosella är en fjärilsart som beskrevs av Eduard Friedrich Eversmann 1844. Myrmecozela lutosella ingår i släktet Myrmecozela och familjen äkta malar. Inga underarter finns listade i Catalogue of Life.